# Сутта-нипата
«Сутта-нипата» — буддийский текст, сборник сутр в составе «Кхуддака-никаи», последней части «Сутта-питаки», являющейся второй «корзиной» «Трипитаки».
В целом памятник состоит из 1149 стихотворных сутр, имеется несколько прозаических фрагментов. Внутри него выделяют пять частей, или вагг:
- Урага-вагга
- Чула-вагга
- Маха-вагга
- Аттхака-вагга
- Параяна-вагга

Текст является компиляцией материалов из разных источников, при этом некоторые его фрагменты могут быть отнесены к древнейшим из известных нам образцам буддийской поэзии. Также последние две вагги упоминаются по названию в других палийских канонических и санскритских текстах, при этом приводимые в них цитаты из «Сутта-нипаты» совпадают с известным нам текстом. Древний возраст Аттхаки и Параяны подтверждается и тем фактом, что «Ниддеса», комментарий на эти две вагги, был составлен достаточно рано, чтобы быть уже включённым в Палийский канон. Индивидуальные сутры из остальных вагг были найдены в ряде санскритских текстов других традиций, что подтверждает их древний возраст.
Сам факт комментирования «Ниддесой» только двух отдельных вагг (с добавлением одной из сутр) и обособленное существование некоторых сутр памятника в разных традициях подтверждает предположение о том, что во времена составления комментария как единого текста «Сутта-нипаты» ещё не существовало.

## Переводы на русский язык
- - Н. И. Герасимов сделал перевод Сутта-нипаты в 1899 г., с незначительной редакторской правкой он опубликован на Дхамма.ру

печатные издания
- Сутта-Нипата: Сборник бесед и поучений: Буддийская каноническая книга, переведённая с пали на английский язык Др. В. Фаусболлем / Рус. пер. Н. И. Герасимова. — М.: Тип. Т-ва А. А. Левенсон, 1899. — [4], 156, III с.; 22. — (Восточная библиотека; Т. 1)[3].
  - переиздание: М.: Алетейя, 2001. — 248 с. — (Пути к небу). — ISBN 5893210735

## Переводы на английский язык
- V. Fausbøll, in Sacred Books of the East, volume X, Clarendon/Oxford, 1881; reprinted by Motilal Banarsidass, Delhi (?and by Dover, New York)
- Buddha's Teachings, tr. Lord Chalmers, Harvard Oriental Series, 1932
- Woven Cadences, tr E. M. Hare, 1945, out of print
- The Group of Discourses, tr. K. R. Norman, 1984, Pali Text Society, Bristol;